# ウィル・キーン
ウィリアム・デイヴィッド・”ウィル”・キーン（William David "Will" Keane 、1993年1月11日 - ）は、イングランド・ストックポート出身、アイルランド代表のプロサッカー選手。ウィガン・アスレティックFC所属。ポジションは、フォワード。
双子の兄のマイケル・キーンもサッカー選手。

## クラブ経歴

### ハル・シティ
2016年8月30日、ハル・シティAFCに完全移籍。ハル・シティの監督がマンチェスター・ユナイテッドでアシスタントコーチを務めていたマイク・フェランであることが移籍の決め手になった。 9月10日のバーンリーFC戦で移籍後初出場。

### イプスウィッチ・タウン
2019年1月、イプスウィッチ・タウンへシーズン終了までのレンタル移籍。2019年8月、イプスウィッチ・タウンへ1年契約で完全移籍した。

### ウィガン・アスレティック
2020年10月9日、2021年1月9日までの契約でウィガン・アスレティックFCに移籍した。

## 代表歴
父親がアイルランド出身のため、アイルランド代表を選ぶことも出来たが、イングランド代表を選択した。
優勝したUEFA U-17欧州選手権2010ではメンバーの一人として参加し、決勝戦で途中出場した。U21年代まではイングランド代表に選出されているが、A代表での出場経験は無い。
2021年、アイルランド代表の召集に応じ、11月11日のワールドカップ予選ポルトガル代表戦でデビュー。

## タイトル

### 代表
- UEFA U-17欧州選手権: 2010